# Michel Meylan
Pour les articles homonymes, voir Meylan (homonymie).
Michel Meylan, né le 27 janvier 1939 à Ferney-Voltaire (Ain) et mort le 3 juillet 2020 à Saint-Pierre-en-Faucigny (Haute-Savoie), est un homme politique français. Agent d’assurance de profession, il exerce plusieurs mandats électifs locaux et nationaux entre 1982 et 2002.

## Biographie
En 1955, âgé de 15 ans, Michel Meylan organise un voyage au Canada pour le jamborée scout mondial. 40 ans plus tard, il crée l'Amicale parlementaire scoute en France, devenue un temps Groupe d'étude parlementaire sur le scoutisme, qu'il a présidé. Il est élu dans ce cadre membre du Comité exécutif de l'Union mondiale parlementaire scoute de 1997 à 2000 et de 2000 à 2003, ce qui le conduit notamment à des rencontres à Guadalajara (Mexique), Manille (Philippines) et Varsovie (Pologne).
Michel Meylan est issu de la famille des Républicains Indépendants (RI) où il milite dans les années 70, avant d’exercer des mandats électifs locaux et parlementaire sous la bannière du Parti Républicain, puis de Démocratie Libérale. Au Parlement, il siège au groupe UDF, puis après sa transformation, au groupe Démocratie Libérale.  
Trois ans après son arrivée en Haute-Savoie, il obtient en 1982 un premier mandat, celui de conseiller général du canton de Bonneville. Il sera régulièrement réélu jusqu’en 1994 après avoir été élu vice-président du Conseil général à partir de 1988.
Élu Maire de Bonneville en 1983, Michel Meylan est réélu jusqu’en 2001, date à laquelle il passe le flambeau à son adjoint Martial Saddier, qui lui succède également comme député en 2002.
De 1986 à 1988, il siège au conseil régional Rhône-Alpes où il préside le groupe majoritaire (UDF). Enfin, en 1988, il est élu Député de la 3e circonscription de la Haute-Savoie (Vallée de l’Arve, Pays du Mont-Blanc). Il est réélu à deux reprises en 1993 et en 1997 avant de se retirer définitivement de la vie politique. Élus à ses côtés pour la première fois en 1995 au sein de la municipalité de Bonneville, Martial Saddier est aujourd’hui le député de la Vallée de l’Arve, et Stéphane Valli, le maire de Bonneville et le Président de la Communauté de communes Faucigny-Glières.

## Détail des fonctions et des mandats
Mandat local
- 1983 - 2001 : Maire de Bonneville

Mandats parlementaires
- 23 juin 1988 - 1er avril 1993 : Député de la 3e circonscription de la Haute-Savoie
- 2 avril 1993 - 21 avril 1997 : Député de la 3e circonscription de la Haute-Savoie
- 12 juin 1997 - 18 juin 2002 : Député de la 3e circonscription de la Haute-Savoie